# Perdiu negra
La perdiu negra (Melanoperdix niger) és una espècie d'ocell de la família dels fasiànids (Phasianidae) que habita selves de Malaia, Borneo i Sumatra. És l'única espècie del gènere Melanoperdix Jerdon, 1864.